# Conjunto Histórico Artístico del Casco Antiguo de Béjar
El casco antiguo de Béjar es un conjunto histórico ubicado en la localidad española de Béjar, en la provincia de Salamanca.

## Descripción
Este conjunto histórico está constituido por el casco antiguo de la localidad salmantina de Béjar, en Castilla y León.
Fue declarado conjunto histórico artístico el 20 de julio de 1974, mediante un decreto publicado el día 27 de agosto de ese mismo mes en el Boletín Oficial del Estado, con la rúbrica del entonces ministro de Educación y Ciencia Cruz Martínez Esteruelas y del príncipe de España Juan Carlos de Borbón. En la actualidad cuenta con el estatus de Bien de Interés Cultural con la categoría de conjunto histórico.